# George More O'Ferrall
Edward George More O'Ferrall (Bristol, 4 luglio 1907 – 18 marzo 1982) è stato un regista, produttore televisivo e produttore cinematografico britannico.

## Filmografia parziale

### Regista

#### Cinema
- The Holly and the Ivy (1952)
- Quinta squadriglia Hurricanes (Angels One Five) (1952)
- L'incubo dei Mau Mau (The Heart of the Matter) (1953)
- Tre casi di assassinio (Three Cases of Murder) (1955)
- Una donna per Joe (The Woman of Joe) (1956)
- The March Hare (1956)

#### Televisione
- The Merchant of Venice – film TV (1947)
- Armchair Theatre (1957-1959) - TV
- ITV Play of the Week (1960-1964) - TV
- Love Story (1964-1965) - TV
- Confict (1966-1969) - TV